# Federico Lovera Di Maria
Federico Lovera Di Maria, italijanski general, * 18. julij 1796, † 16. maj 1871.
Med letoma 1849 in 1867 je bil poveljujoči general Korpusa karabinjerjev.